# Halobakterien

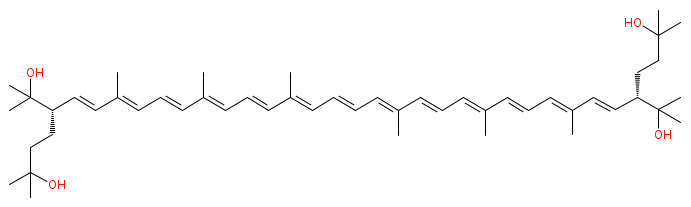
Struktur von Bakterioruberin

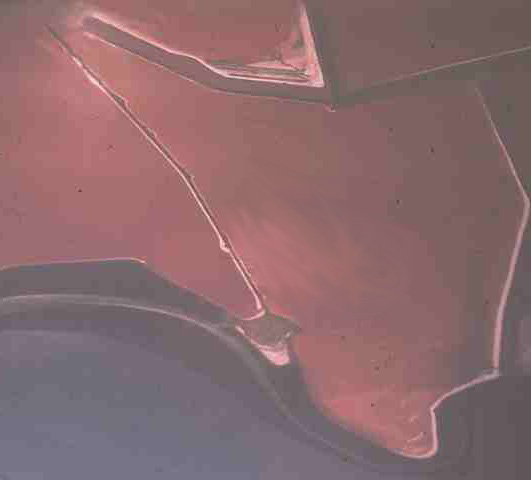
Saline an der Pazifikküste bei San Francisco, Luftaufnahme.

Die Halobakterien (auch Haloarchaeen) sind eine Gruppe einzelliger Mikroorganismen aus der Gruppe der Archaeen. Das besondere Kennzeichen dieser Gruppe ist ihre Vorliebe für extrem salzhaltige Umgebungen (extreme Halophilie). Halobakterien vertragen nicht nur Salzkonzentrationen bis hin zur Sättigung, sie benötigen, um zu wachsen, eine minimale Salzkonzentration von rund 1,5 mol/l NaCl (entspricht etwa 9 %). Halobakterien kommen zum Beispiel in natürlichen Salzseen oder in Salinen zur Gewinnung von Meeressalz vor. Sie werden zur dominierenden Population, wenn die NaCl-Konzentration eine Stoffmengenkonzentration von mindestens 2,5 mol/l erreicht.

## Eigenschaften
Halobakterien vermehren sich durch Zellteilung und bilden keine Sporen. Die meisten Halobakterien haben keine Eigenbewegung, einige Stämme bewegen sich jedoch mittels an den Zellenden befindlichen Flagellen.
In die Cytoplasmamembran der Halobakterien sind rote bis orangefarbene Carotinoide eingelagert, Lycopin (C40-) und sogenannte Bacterioruberine (C50-Carotinoide). Die Salzlake, in der sie leben, erscheint bedingt durch diese Pigmente rosa bis intensiv rot.
Manche Arten der Halobakterien betreiben eine vereinfachte Art von Phototrophie. Wird der Sauerstoff knapp, unterbrechen sie ihre normalerweise aerobe Lebensweise mit oxidativem Energiestoffwechsel. Sie produzieren dann den purpurfarbenen Farbstoff-Protein-Komplex Bakteriorhodopsin, das außer den Bacterioruberinen auch in die Cytoplasmamembran eingelagert ist, aus einem Proteinteil und einem Farbstoffteil besteht und ein Lichtabsorptionsmaximum bei etwa 570 nm besitzt. Dieser Komplex wirkt durch Absorption von Licht als Protonenpumpe, es werden Protonen aus dem Cytoplasma nach außen transportiert. Der entstehende Protonen-Konzentrationsunterschied zwischen dem Cytoplasma und dem Außenmedium wird zur Energiegewinnung genutzt (ATP-Synthese).
Neben der lichtgetriebenen Protonenpumpe hat man bei den Halobakterien auch eine lichtgetriebene Chloridionenpumpe gefunden, die Chloridionen vom Außenmedium in das Zellinnere transportiert. Sie wird durch ein ähnlich dem Bakteriorhodopsin strukturiertes Protein namens Halorhodopsin gebildet. Sie besitzen beide membrandurchspannende α-Helix-Ketten, die das Protein in der Zellmembran verankern. Der Grund, weshalb das Bacteriorhodopsin die kleinen Protonen transportiert, während das Halorhodopsin die viel größeren Chloridionen pumpen kann, liegt in der durch die dreidimensionale Struktur der Proteine gegebenen Größe der Ionenkanäle. Nach heutigem Kenntnisstand dient die Chloridionenpumpe der Erhöhung des osmotischen Drucks, was die zusätzliche Aufnahme von Wasser nach sich zieht und die Zellteilung der Halobakterien begünstigt.
Bei Tieren ist in den Sehzellen der Augen-Netzhaut ein dem Bacteriorhodopsin sehr ähnlich aufgebautes Protein namens Rhodopsin enthalten. Dieses Protein dient hier jedoch der Umwandlung von Lichtenergie in die elektrochemischen Anregungspotentiale der Sehnervenzellen. Wie der Name andeutet, ist es ähnlich wie Bakteriorhodopsin und Halorhodopsin aufgebaut. Angeregt durch die Endosymbiontentheorie, wird auch hier spekuliert, ob es in der Evolution einmal zu einer Übernahme eines Teils des Halobakteriengenoms in die Erbanlagen höherer Tiere gekommen ist.

## Systematik
Die Halobakterien gehören zur Abteilung (Divisio) bzw. Phylum Euryarchaeota und werden in der Klasse Halobacteria (synonym Halomebacteria, auch "Haloarchaea") mit der einzigen Ordnung Halobacteriales zusammengefasst (Stand Februar 2022). Hierzu zählen neben den Halobacteriaceae noch zwei weitere Familien, die im Jahr 2016 aufgestellete Haloarculaceae und die ebenfalls 2016 eingeführten Halococcaceae. Von daher wurden auch einige der Gattungen in die neuen Familien verschoben. Zu den Haloarculaceae zählen nun z. B. Halapricum, Haloarcula und zu den Halococcaceae u. a. Halococcus. Weitere ursprünglich hier geführten Gattungen wurden den Halorubraceae (im Jahr 2016 aufgestellt) hinzugefügt (z. B. Halorubrum und Halobaculum).
Es folgt eine Liste einiger im Februar 2022 den Halobacteriaceae zugeordneten Gattungen:
- Haladaptatus Savage et al. 2007 emend. Roh et al. 2010
- Halalkalicoccus Xue et al. 2005
- Halarchaeum Minegishi et al. 2010
- Haloarchaeobius Makhdoumi-Kakhki et al. 2012
- Halobacterium Elazari-Volcani 1957 emend. Oren et al. 2009
- Halomarina Inoue et al. 2011
- Halonotius Burns et al. 2010
- Halopelagius Cui et al. 2010 emend. Zhang et al. 2013
- Halopenitus Amoozegar et al. 2012
- Halopiger Gutiérrez et al. 2007
- Natrinema McGenity et al. 1998 emend. Xin et al. 2000
- Natronoarchaeum Shimane et al. 2010
- Natronomonas Kamekura et al. 1997 emend. Burns et al. 2010
- Salinirubrum  corrig. Cui and Qiu 2014